# Micetofilídeos
Micetofilídeos (Mycetophilidae) é uma família de pequenas moscas, formando a maior parte das espécies conhecidas como "moscas de fungos". São cerca de 3 000 espécies descritas em 150 gêneros, mas o verdadeiro número de espécies é, sem dúvida, muito maior. Elas são geralmente encontradas nos habitats úmidos que favorecem o crescimento dos seus anfitriões, os fungos. A identificação das várias espécies desta família muitas vezes requer um minucioso estudo microscópico das estruturas anatômicas.